# Lijst van Eerste Kamerleden 1969-1971
Lijst van Eerste Kamerleden 1969-1971 geeft een overzicht van de leden van de Nederlandse Eerste Kamer in de periode tussen de verkiezingen van 1969 en de verkiezingen van 1971. De zittingsperiode van de Eerste Kamer ging in op 16 september 1969 en eindigde op 10 mei 1971. 
De Eerste Kamer telde 75 leden, gekozen door de leden van Provinciale Staten in de elf provincies. Eerste Kamerleden werden gekozen voor een termijn van zes jaar; om de drie jaar werd de helft van de Eerste Kamer vernieuwd.
| Naam                      | politieke partij                        | KG  | begindatum        | einddatum        | refs   |
| ------------------------- | --------------------------------------- | --- | ----------------- | ---------------- | ------ |
| Wil Albeda                | Anti-Revolutionaire Partij              | II  | 20-09-1966 [ d ]  | 10 mei 1971      | [ 1 ]  |
| Marius van Amelsvoort     | Katholieke Volkspartij                  | I   | 16 september 1969 | 10 mei 1971      | [ 2 ]  |
| Jan Baas                  | Volkspartij voor Vrijheid en Democratie | II  | 20-09-1966 [ d ]  | 10 mei 1971      | [ 3 ]  |
| Jan Beerekamp             | Christelijk-Historische Unie            | II  | 20-09-1966 [ d ]  | 10 mei 1971      | [ 4 ]  |
| Sidney van den Bergh      | Volkspartij voor Vrijheid en Democratie | IV  | 20-09-1966 [ d ]  | 10 mei 1971      | [ 5 ]  |
| Wiert Berghuis            | Anti-Revolutionaire Partij              | II  | 20-09-1966 [ d ]  | 10 mei 1971      | [ 6 ]  |
| Piet Boukema              | Anti-Revolutionaire Partij              | III | 28 april 1970     | 10 mei 1971      | [ 7 ]  |
| Jan Broeksz               | Partij van de Arbeid                    | I   | 16 september 1969 | 10 mei 1971      | [ 8 ]  |
| Edward Brongersma         | Partij van de Arbeid                    | I   | 16 september 1969 | 10 mei 1971      | [ 9 ]  |
| Jaap Burger               | Partij van de Arbeid                    | II  | 20-09-1966 [ d ]  | 1 oktober 1970   | [ 10 ] |
| George Cammelbeeck        | Partij van de Arbeid                    | I   | 16 september 1969 | 10 mei 1971      | [ 11 ] |
| Toon Coenen               | Katholieke Volkspartij                  | IV  | 20-09-1966 [ d ]  | 10 mei 1971      | [ 12 ] |
| Piet Coppes               | Katholieke Volkspartij                  | I   | 16 september 1969 | 10 mei 1971      | [ 13 ] |
| Albertus Copraij          | Katholieke Volkspartij                  | I   | 16 september 1969 | 10 mei 1971      | [ 14 ] |
| Dien Cornelissen          | Katholieke Volkspartij                  | I   | 16 september 1969 | 10 mei 1971      | [ 15 ] |
| Piet Damming              | Partij van de Arbeid                    | II  | 20-09-1966 [ d ]  | 13 april 1970    | [ 16 ] |
| Barend van Dam            | Partij van de Arbeid                    | II  | 25 augustus 1970  | 10 mei 1971      | [ 17 ] |
| Piet Elfferich            | Anti-Revolutionaire Partij              | IV  | 20-09-1966 [ d ]  | 10 mei 1971      | [ 18 ] |
| Jos Ensinck               | Katholieke Volkspartij                  | I   | 16 september 1969 | 10 mei 1971      | [ 19 ] |
| Jo Franssen               | Katholieke Volkspartij                  | I   | 16 september 1969 | 10 mei 1971      | [ 20 ] |
| Wilhelm de Gaay Fortman   | Anti-Revolutionaire Partij              | IV  | 20-09-1966 [ d ]  | 10 mei 1971      | [ 21 ] |
| Eddy de Geer van Oudegein | Christelijk-Historische Unie            | I   | 16 september 1969 | 10 mei 1971      | [ 22 ] |
| Jacques Gooden            | Katholieke Volkspartij                  | I   | 16 september 1969 | 10 mei 1971      | [ 23 ] |
| Gerard Groeneveld         | Katholieke Volkspartij                  | II  | 16 september 1969 | 2 januari 1970   | [ 24 ] |
| Jan de Groote             | Boerenpartij                            | II  | 20-09-1966 [ d ]  | 10 mei 1971      | [ 25 ] |
| Gijs van Hall             | Partij van de Arbeid                    | IV  | 20-09-1966 [ d ]  | 10 mei 1971      | [ 26 ] |
| Jan Heij                  | Christelijk-Historische Unie            | II  | 20-09-1966 [ d ]  | 10 mei 1971      | [ 27 ] |
| Lou Horbach               | Katholieke Volkspartij                  | I   | 16 september 1969 | 10 mei 1971      | [ 28 ] |
| Johan van Hulst           | Christelijk-Historische Unie            | IV  | 20-09-1966 [ d ]  | 10 mei 1971      | [ 29 ] |
| André Kloos               | Partij van de Arbeid                    | III | 16 september 1969 | 10 mei 1971      | [ 30 ] |
| Sieto Knottnerus          | Christelijk-Historische Unie            | II  | 20-09-1966 [ d ]  | 10 mei 1971      | [ 31 ] |
| Jan de Koning             | Anti-Revolutionaire Partij              | I   | 16 september 1969 | 10 mei 1971      | [ 32 ] |
| Evert Kraaijvanger        | Katholieke Volkspartij                  | IV  | 20-09-1966 [ d ]  | 10 mei 1971      | [ 33 ] |
| Henk Lankhorst            | Pacifistisch Socialistische Partij      | III | 16 september 1969 | 10 mei 1971      | [ 34 ] |
| Henk Letschert            | Katholieke Volkspartij                  | III | 16 september 1969 | 10 mei 1971      | [ 35 ] |
| Harry van Lieshout        | Katholieke Volkspartij                  | I   | 16 september 1969 | 10 mei 1971      | [ 36 ] |
| Willy Lockefeer           | Katholieke Volkspartij                  | I   | 16 september 1969 | 10 mei 1971      | [ 37 ] |
| Hendrik Louwes            | Volkspartij voor Vrijheid en Democratie | II  | 20-09-1966 [ d ]  | 10 mei 1971      | [ 38 ] |
| Frans van der Maden       | Katholieke Volkspartij                  | II  | 20-09-1966 [ d ]  | 10 mei 1971      | [ 39 ] |
| Simon van Marion          | Boerenpartij                            | III | 16 september 1969 | 10 mei 1971      | [ 40 ] |
| Eibert Meester            | Partij van de Arbeid                    | II  | 20-09-1966 [ d ]  | 10 mei 1971      | [ 41 ] |
| Gérard Mertens            | Katholieke Volkspartij                  | I   | 16 september 1969 | 10 mei 1971      | [ 42 ] |
| Toon Middelhuis           | Katholieke Volkspartij                  | I   | 16 september 1969 | 10 mei 1971      | [ 43 ] |
| Jan Niers                 | Katholieke Volkspartij                  | II  | 20-09-1966 [ d ]  | 10 mei 1971      | [ 44 ] |
| Maarten de Niet           | Partij van de Arbeid                    | IV  | 20-09-1966 [ d ]  | 10 mei 1971      | [ 45 ] |
| Annie van Ommeren-Averink | Communistische Partij Nederland         | III | 16 september 1969 | 14 november 1969 | [ 46 ] |
| Max van Pelt              | Pacifistisch Socialistische Partij      | IV  | 20-09-1966 [ d ]  | 10 mei 1971      | [ 47 ] |
| Frederik Piket            | Christelijk-Historische Unie            | IV  | 20-09-1966 [ d ]  | 10 mei 1971      | [ 48 ] |
| Arie Querido              | Partij van de Arbeid                    | II  | 20-09-1966 [ d ]  | 10 mei 1971      | [ 49 ] |
| Harm van Riel             | Volkspartij voor Vrijheid en Democratie | III | 16 september 1969 | 10 mei 1971      | [ 50 ] |
| Bertus de Rijk            | Partij van de Arbeid                    | IV  | 20-09-1966 [ d ]  | 10 mei 1971      | [ 51 ] |
| Dirk Rijnders             | Christelijk-Historische Unie            | III | 16 september 1969 | 10 mei 1971      | [ 52 ] |
| Kees Schelfhout           | Katholieke Volkspartij                  | III | 16 september 1969 | 10 mei 1971      | [ 53 ] |
| Jo Schouwenaar-Franssen   | Volkspartij voor Vrijheid en Democratie | IV  | 20-09-1966 [ d ]  | 10 mei 1971      | [ 54 ] |
| Aart Snoek                | Boerenpartij                            | IV  | 20-09-1966 [ d ]  | 10 mei 1971      | [ 55 ] |
| Eef Steenbergen           | Partij van de Arbeid                    | III | 16 september 1969 | 10 mei 1971      | [ 56 ] |
| Piet Steenkamp            | Katholieke Volkspartij                  | III | 16 september 1969 | 10 mei 1971      | [ 57 ] |
| Jan Teijssen              | Katholieke Volkspartij                  | I   | 16 september 1969 | 10 mei 1971      | [ 58 ] |
| Frits Terwindt            | Katholieke Volkspartij                  | II  | 20-09-1966 [ d ]  | 10 mei 1971      | [ 59 ] |
| Wim Thomassen             | Partij van de Arbeid                    | IV  | 20-09-1966 [ d ]  | 10 mei 1971      | [ 60 ] |
| Theo Thurlings            | Katholieke Volkspartij                  | I   | 16 september 1969 | 10 mei 1971      | [ 61 ] |
| Jacques Tonnaer           | Politieke Partij Radikalen              | I   | 16 september 1969 | 10 mei 1971      | [ 62 ] |
| Maurits Troostwijk        | Partij van de Arbeid                    | IV  | 20-09-1966 [ d ]  | 10 mei 1971      | [ 63 ] |
| Sybren van Tuinen         | Anti-Revolutionaire Partij              | III | 16 september 1969 | 10 mei 1971      | [ 64 ] |
| Rien Verburg              | Partij van de Arbeid                    | II  | 20-09-1966 [ d ]  | 10 mei 1971      | [ 65 ] |
| Koos Verdam               | Anti-Revolutionaire Partij              | III | 16 september 1969 | 15 maart 1970    | [ 66 ] |
| Anne Vermeer              | Partij van de Arbeid                    | II  | 20-09-1966 [ d ]  | 10 mei 1971      | [ 67 ] |
| Hugo Versloot             | Partij van de Arbeid                    | III | 16 september 1969 | 10 mei 1971      | [ 68 ] |
| Johan Visser              | Partij van de Arbeid                    | IV  | 20-09-1966 [ d ]  | 10 mei 1971      | [ 69 ] |
| Pieter van de Vliet       | Volkspartij voor Vrijheid en Democratie | IV  | 20-09-1966 [ d ]  | 10 mei 1971      | [ 70 ] |
| Irene Vorrink             | Partij van de Arbeid                    | III | 16 september 1969 | 10 mei 1971      | [ 71 ] |
| Klaas de Vries            | Christelijk-Historische Unie            | III | 16 september 1969 | 10 mei 1971      | [ 72 ] |
| Nico Vugts                | Katholieke Volkspartij                  | IV  | 20-09-1966 [ d ]  | 10 mei 1971      | [ 73 ] |
| Coen van der Waerden      | Partij van de Arbeid                    | II  | 3 november 1970   | 10 mei 1971      | [ 74 ] |
| Ym van der Werff          | Volkspartij voor Vrijheid en Democratie | I   | 16 september 1969 | 10 mei 1971      | [ 75 ] |
| Hein van Wijk             | Pacifistisch Socialistische Partij      | II  | 20-09-1966 [ d ]  | 10 mei 1971      | [ 76 ] |
| Bob de Wilde              | Volkspartij voor Vrijheid en Democratie | III | 16 september 1969 | 10 mei 1971      | [ 77 ] |
| Kees IJmkers              | Communistische Partij Nederland         | III | 9 december 1969   | 10 mei 1971      | [ 78 ] |
| Dick de Zeeuw             | Katholieke Volkspartij                  | II  | 3 maart 1970      | 10 mei 1971      | [ 79 ] |
| Jan Zoon                  | Partij van de Arbeid                    | III | 16 september 1969 | 10 mei 1971      | [ 80 ] |